# Списак репрезентативних голова Лионела Месија
Списак репрезентативних голова Лионела Месија представља голове које је Лионел Меси дао за репрезентацију Аргентине, за коју је дебитовао 2005. године. До јуна 2023. постигао је 103 гола на 175 утакмица, по чему је најбољи стријелац репрезентације; престигао је Габријела Батистуту на првом мјесту 21. јуна 2016. године, голом из слободног ударца против Сједињених Америчких Држава у полуфиналу Копа Америке Копа Америке сентенарио. Такође држи рекорд по броју голова постигнутих за репрезентацију од стране једног играча из Јужне Америке, престигавши рекорд Пелеа од 77 голова са хет-триком против Боливије 9. септембра 2021. године. Трећи је по броју постигнутих голова једног играча за репрезентацију свих времена, иза Кристијана Роналда из Португалије и Алија Даеија из Ирана. За репрезентацију је дебитовао 17. августа 2005. године, у побједи од 2 : 1 против Мађарске, а први гол је постигао годину дана касније, на својој шестој утакмици, у поразу 3 : 2 од Хрватске.
Голом који је постигао 16. јуна 2006. године, у побједи од 6 : 0 против Србије и Црне Горе на Свјетском првенству 2006. постао је најмлађи стријелац Аргентине на Свјетском првенству у историји, са 18 година и 357 дана. Девет пута је постигао хет-трик за репрезентацију, док је на десет утакмица постигао по два гола. У пријатељској утакмици против Естоније 5. јуна 2022. године, по први пут је постигао пет голова за репрезентацију на једној утакмици, за побједу од 5 : 0. Највише голова током каријере постигао је против Боливије, укупно осам.
У квалификацијама за Свјетско првенство постигао је 29 голова, док је на Копа Америци постигао 13 голова, предводећи репрезентацију до освајања такмичења 2021. године, након што је три пута губио у финалима: 2007, 2015. и 2016. године, два пута заредом од Чилеа на пенале. На Копа Америци 2015. наводно је одбио да прими награду за најбољег играча турнира, због чега је награда уклоњена са церемоније. Након освајања такмичења 2021. прихватио је награду за најбољег играча тог издања турнира и она му је додијељена на церемонији. На Свјетском првенству је постигао 13 голова, чиме је постао рекордер репрезентације; постигао је један гол на првенству 2006. године, четири на првенству 2014. гдје је добио награду за најбољег играча првенства, један на првенству 2018. и седам на првенству 2022. гдје је добио награду за најбољег играча првенства по други пут. У пријатељским утакмицама постигао је 49 голова. У јуну 2023. на пријатељској утакмици против Аустралије у Пекингу постигао је гол након 79 секунди, што му је био најбржи гол за репрезентацију у каријери.

## Голови
Ажурирано након утакмице игране 29. марта 2023.
|  | Означава да је Аргентина побиједила.        |
|  | Означава да је Аргентина играла неријешено. |
|  | Означава да је Аргентина изгубила.          |

| Број | Наступ | Датум               | Стадион                                                              | Противник           | Гол за | Коначан резултат               | Такмичење                                 | Реф.   |
| ---- | ------ | ------------------- | -------------------------------------------------------------------- | ------------------- | ------ | ------------------------------ | ----------------------------------------- | ------ |
| 1.   | 6      | 1. март 2006.       | Сент Јакоб Парк, Базел, Швајцарска                                   | Хрватска            | 2 : 1  | 2 : 3                          | Пријатељска                               | [ 16 ] |
| 2.   | 8      | 16. јун 2006.       | Фелтинс арена, Гелзенкирхен, Њемачка                                 | Србија и Црна Гора  | 6 : 0  | 6 : 0                          | Свјетско првенство 2006.                  | [ 7 ]  |
| 3.   | 14     | 5. јун 2007.        | Камп ноу, Барселона, Шпанија                                         | Алжир               | 2 : 2  | 4 : 3                          | Пријатељска                               | [ 17 ] |
| 4.   | 14     | 5. јун 2007.        | Камп ноу, Барселона, Шпанија                                         | Алжир               | 4 : 2  | 4 : 3                          | Пријатељска                               | [ 17 ] |
| 5.   | 18     | 8. јул 2007.        | Метрополитано де Кабударе, Барквисименто, Венецуела                  | Перу                | 2 : 0  | 4 : 0                          | Копа Америка 2007.                        | [ 18 ] |
| 6.   | 19     | 11. јул 2007.       | Стадион Полидепортиво Качамај, Сијудад Гвајана, Венецуела            | Мексико             | 2 : 0  | 3 : 0                          | Копа Америка 2007.                        | [ 19 ] |
| 7.   | 24     | 16. октобар 2007.   | Стадион Хосе Паченчо Ромеро, Маракаибо, Венецуела                    | Венецуела           | 2 : 0  | 2 : 0                          | Квалификације за Свјетско првенство 2010. | [ 1 ]  |
| 8.   | 26     | 20. новембар 2007.  | Стадион Ел Кампин, Богота, Колумбија                                 | Колумбија           | 1 : 0  | 1 : 2                          | Квалификације за Свјетско првенство 2010. | [ 20 ] |
| 9.   | 27     | 4. јун 2008.        | Стадион Квалком, Сан Дијего, САД                                     | Мексико             | 2 : 0  | 4 : 1                          | Пријатељска                               | [ 21 ] |
| 10.  | 33     | 11. октобар 2008.   | Стадион Монументал Антонио Веспучио Либерти, Буенос Ајрес, Аргентина | Уругвај             | 1 : 0  | 2 : 1                          | Квалификације за Свјетско првенство 2010. | [ 22 ] |
| 11.  | 35     | 11. фебруар 2009.   | Велодром, Марсеј, Француска                                          | Француска           | 2 : 0  | 2 : 0                          | Пријатељска                               | [ 23 ] |
| 12.  | 36     | 28. март 2009.      | Стадион Монументал Антонио Веспучио Либерти, Буенос Ајрес, Аргентина | Венецуела           | 1 : 0  | 4 : 0                          | Квалификације за Свјетско првенство 2010. | [ 24 ] |
| 13.  | 44     | 14. новембар 2009.  | Висенте Калдерон, Мадрид, Шпанија                                    | Шпанија             | 1 : 1  | 1 : 2                          | Пријатељска                               | [ 25 ] |
| 14.  | 52     | 7. септембар 2010.  | Стадион Монументал Антонио Веспучио Либерти, Буенос Ајрес, Аргентина | Шпанија             | 1 : 0  | 4 : 1                          | Пријатељска                               | [ 26 ] |
| 15.  | 54     | 17. новембар 2010.  | Међународни стадион Калифа, Доха, Катар                              | Бразил              | 1 : 0  | 1 : 0                          | Пријатељска                               | [ 27 ] |
| 16.  | 55     | 9. фебруар 2011.    | Стад де Женева, Женева, Швајцарска                                   | Португалија         | 2 : 1  | 2 : 1                          | Пријатељска                               | [ 28 ] |
| 17.  | 57     | 20. јун 2011.       | Стадион Монументал Антонио Веспучио Либерти, Буенос Ајрес, Аргентина | Албанија            | 2 : 0  | 4 : 0                          | Пријатељска                               | [ 29 ] |
| 18.  | 64     | 7. октобар 2011.    | Стадион Монументал Антонио Веспучио Либерти, Буенос Ајрес, Аргентина | Чиле                | 2 : 0  | 4 : 1                          | Квалификације за Свјетско првенство 2014. | [ 30 ] |
| 19.  | 67     | 15. новембар 2011.  | Стадион Метрополитано Роберто Мелендез, Баранквиља, Колумбија        | Колумбија           | 1 : 1  | 2 : 1                          | Квалификације за Свјетско првенство 2014. | [ 31 ] |
| 20.  | 68     | 29. фебруар 2012.   | Стадион Швајцарска Ванкдорф, Берн, Швајцарска                        | Швајцарска          | 1 : 0  | 3 : 1                          | Пријатељска                               | [ 32 ] |
| 21.  | 68     | 29. фебруар 2012.   | Стадион Швајцарска Ванкдорф, Берн, Швајцарска                        | Швајцарска          | 2 : 1  | 3 : 1                          | Пријатељска                               | [ 32 ] |
| 22.  | 68     | 29. фебруар 2012.   | Стадион Швајцарска Ванкдорф, Берн, Швајцарска                        | Швајцарска          | 3 : 1  | 3 : 1                          | Пријатељска                               | [ 32 ] |
| 23.  | 69     | 2. јун 2012.        | Стадион Монументал Антонио Веспучио Либерти, Буенос Ајрес, Аргентина | Еквадор             | 3 : 0  | 4 : 0                          | Квалификације за Свјетско првенство 2014. | [ 33 ] |
| 24.  | 70     | 9. јун 2012.        | Стадион Метлајф, Ист Радерфорд, САД                                  | Бразил              | 1 : 1  | 4 : 3                          | Пријатељска                               | [ 34 ] |
| 25.  | 70     | 9. јун 2012.        | Стадион Метлајф, Ист Радерфорд, САД                                  | Бразил              | 2 : 1  | 4 : 3                          | Пријатељска                               | [ 34 ] |
| 26.  | 70     | 9. јун 2012.        | Стадион Метлајф, Ист Радерфорд, САД                                  | Бразил              | 4 : 3  | 4 : 3                          | Пријатељска                               | [ 34 ] |
| 27.  | 71     | 15. август 2012.    | Комерцбанк арена, Франкфурт, Њемачка                                 | Њемачка             | 2 : 1  | 3 : 1                          | Пријатељска                               | [ 35 ] |
| 28.  | 72     | 7. септембар 2012.  | Стадион Марио Алберто Кемпес, Кордоба, Аргентина                     | Парагвај            | 3 : 1  | 3 : 1                          | Квалификације за Свјетско првенство 2014. | [ 36 ] |
| 29.  | 74     | 12. октобар 2012.   | Стадион Малвинас, Мендоза, Аргентина                                 | Уругвај             | 1 : 0  | 3 : 0                          | Квалификације за Свјетско првенство 2014. | [ 37 ] |
| 30.  | 74     | 12. октобар 2012.   | Стадион Малвинас, Мендоза, Аргентина                                 | Уругвај             | 3 : 0  | 3 : 0                          | Квалификације за Свјетско првенство 2014. | [ 37 ] |
| 31.  | 75     | 16. октобар 2012.   | Национални стадион, Сантјаго, Чиле                                   | Чиле                | 1 : 0  | 2 : 1                          | Квалификације за Свјетско првенство 2014. | [ 38 ] |
| 32.  | 78     | 22. март 2013.      | Стадион Монументал Антонио Веспучио Либерти, Буенос Ајрес, Аргентина | Венецуела           | 3 : 0  | 3 : 0                          | Квалификације за Свјетско првенство 2014. | [ 39 ] |
| 33.  | 82     | 14. јун 2013.       | Стадион Доротео Матео Флорес, Гватемала Сити, Гватемала              | Гватемала           | 1 : 0  | 4 : 0                          | Пријатељска                               | [ 40 ] |
| 34.  | 82     | 14. јун 2013.       | Стадион Доротео Матео Флорес, Гватемала Сити, Гватемала              | Гватемала           | 3 : 0  | 4 : 0                          | Пријатељска                               | [ 40 ] |
| 35.  | 82     | 14. јун 2013.       | Стадион Доротео Матео Флорес, Гватемала Сити, Гватемала              | Гватемала           | 4 : 0  | 4 : 0                          | Пријатељска                               | [ 40 ] |
| 36.  | 83     | 10. септембар 2013. | Стадион Дефенсорес дел Чако, Асунсион, Парагвај                      | Парагвај            | 1 : 0  | 5 : 2                          | Квалификације за Свјетско првенство 2014. | [ 41 ] |
| 37.  | 83     | 10. септембар 2013. | Стадион Дефенсорес дел Чако, Асунсион, Парагвај                      | Парагвај            | 4 : 1  | 5 : 2                          | Квалификације за Свјетско првенство 2014. | [ 41 ] |
| 38.  | 86     | 7. јун 2014.        | Градски стадион, Ла Плата, Аргентина                                 | Словенија           | 2 : 0  | 2 : 0                          | Пријатељска                               | [ 42 ] |
| 39.  | 87     | 15. јун 2014.       | Маракана (Бразил), Рио де Жанеиро, Бразил                            | Босна и Херцеговина | 2 : 0  | 2 : 1                          | Свјетско првенство 2014.                  | [ 43 ] |
| 40.  | 88     | 21. јун 2014.       | Минеирао, Бело Оризонте, Бразил                                      | Иран                | 1 : 0  | 1 : 0                          | Свјетско првенство 2014.                  | [ 44 ] |
| 41.  | 89     | 25. јун 2014.       | Беира Рио, Порто Алегре, Бразил                                      | Никарагва           | 1 : 0  | 3 : 2                          | Свјетско првенство 2014.                  | [ 45 ] |
| 42.  | 89     | 25. јун 2014.       | Беира Рио, Порто Алегре, Бразил                                      | Никарагва           | 2 : 1  | 3 : 2                          | Свјетско првенство 2014.                  | [ 45 ] |
| 43.  | 95     | 14. октобар 2014.   | Стадион Хонг Конг, Со Кон По, Хонг Конг                              | Хонгконг            | 5 : 0  | 7 : 0                          | Пријатељска                               | [ 46 ] |
| 44.  | 95     | 14. октобар 2014.   | Стадион Хонг Конг, Со Кон По, Хонг Конг                              | Хонгконг            | 7 : 0  | 7 : 0                          | Пријатељска                               | [ 46 ] |
| 45.  | 96     | 12. новембар 2014.  | Аптон парк, Лондон, Енглеска                                         | Хрватска            | 2 : 1  | 2 : 1                          | Пријатељска                               | [ 47 ] |
| 46.  | 98     | 13. јун 2015.       | Стадион Ла Портада, Ла Серена, Чиле                                  | Парагвај            | 2 : 0  | 2 : 2                          | Копа Америка 2015.                        | [ 48 ] |
| 47.  | 104    | 4. септембар 2015.  | Стадион BBVA, Хјустон, САД                                           | Боливија            | 5 : 0  | 7 : 0                          | Пријатељска                               | [ 49 ] |
| 48.  | 104    | 4. септембар 2015.  | Стадион BBVA, Хјустон, САД                                           | Боливија            | 6 : 0  | 7 : 0                          | Пријатељска                               | [ 49 ] |
| 49.  | 105    | 8. септембар 2015.  | Стадион AT&T, Arlington, САД                                         | Мексико             | 2 : 2  | 2 : 2                          | Пријатељска                               | [ 50 ] |
| 50.  | 107    | 29. март 2016.      | Стадион Марио Алберто Кемпес, Кордоба, Аргентина                     | Боливија            | 2 : 0  | 2 : 0                          | Квалификације за Свјетско првенство 2018. | [ 51 ] |
| 51.  | 109    | 10. јун 2016.       | Стадион солдер филдс, Чикаго, САД                                    | Панама              | 2 : 0  | 5 : 0                          | Копа Америка сентенарио                   | [ 52 ] |
| 52.  | 109    | 10. јун 2016.       | Стадион солдер филдс, Чикаго, САД                                    | Панама              | 3 : 0  | 5 : 0                          | Копа Америка сентенарио                   | [ 52 ] |
| 53.  | 109    | 10. јун 2016.       | Стадион солдер филдс, Чикаго, САД                                    | Панама              | 4 : 0  | 5 : 0                          | Копа Америка сентенарио                   | [ 52 ] |
| 54.  | 111    | 18. јун 2016.       | Стадион Жилет, Фоксборо, САД                                         | Венецуела           | 3 : 0  | 4 : 1                          | Копа Америка сентенарио                   | [ 53 ] |
| 55.  | 112    | 21. јун 2016.       | Стадион NRG, Хјустон, САД                                            | Сједињене Државе    | 2 : 0  | 4 : 0                          | Копа Америка сентенарио                   | [ 54 ] |
| 56.  | 114    | 1. септембар 2016.  | Стадион Малвинас, Мендоза, Аргентина                                 | Уругвај             | 1 : 0  | 1 : 0                          | Квалификације за Свјетско првенство 2018. | [ 55 ] |
| 57.  | 116    | 15. новембар 2016.  | Стадион Сан Хуан дел Бисентенарио, Сан Хуан, Аргентина               | Колумбија           | 1 : 0  | 3 : 0                          | Квалификације за Свјетско првенство 2018. | [ 56 ] |
| 58.  | 117    | 23. март 2017.      | Стадион Монументал Антонио Веспучио Либерти, Буенос Ајрес, Аргентина | Чиле                | 1 : 0  | 1 : 0                          | Квалификације за Свјетско првенство 2018. | [ 57 ] |
| 59.  | 121    | 10. октобар 2017.   | Олимпико Атахуалпа, Кито, Еквадор                                    | Еквадор             | 1 : 1  | 3 : 1                          | Квалификације за Свјетско првенство 2018. | [ 58 ] |
| 60.  | 121    | 10. октобар 2017.   | Олимпико Атахуалпа, Кито, Еквадор                                    | Еквадор             | 2 : 1  | 3 : 1                          | Квалификације за Свјетско првенство 2018. | [ 58 ] |
| 61.  | 121    | 10. октобар 2017.   | Олимпико Атахуалпа, Кито, Еквадор                                    | Еквадор             | 3 : 1  | 3 : 1                          | Квалификације за Свјетско првенство 2018. | [ 58 ] |
| 62.  | 124    | 29. мај 2018.       | Ла Бомбоњера, Буенос Ајрес, Аргентина                                | Хаити               | 1 : 0  | 4 : 0                          | Пријатељска                               | [ 59 ] |
| 63.  | 124    | 29. мај 2018.       | Ла Бомбоњера, Буенос Ајрес, Аргентина                                | Хаити               | 2 : 0  | 4 : 0                          | Пријатељска                               | [ 59 ] |
| 64.  | 124    | 29. мај 2018.       | Ла Бомбоњера, Буенос Ајрес, Аргентина                                | Хаити               | 3 : 0  | 4 : 0                          | Пријатељска                               | [ 59 ] |
| 65.  | 127    | 26. јун 2018.       | Стадион Санкт Петербург, Санкт Петербург, Русија                     | Никарагва           | 1 : 0  | 2 : 1                          | Свјетско првенство 2018.                  | [ 60 ] |
| 66.  | 130    | 7. јун 2019.        | Стадион Сан Хуан дел Бисентенарио, Сан Хуан, Argentina               | Никарагва           | 1 : 0  | 5 : 1                          | Пријатељска                               | [ 61 ] |
| 67.  | 130    | 7. јун 2019.        | Стадион Сан Хуан дел Бисентенарио, Сан Хуан, Argentina               | Никарагва           | 2 : 0  | 5 : 1                          | Пријатељска                               | [ 61 ] |
| 68.  | 132    | 19. јун 2019.       | Минеирао, Бело Оризонте, Бразил                                      | Парагвај            | 1 : 1  | 1 : 1                          | Копа Америка 2019.                        | [ 62 ] |
| 69.  | 137    | 15. новембар 2019.  | Краљ Сауд, Ријад, Саудијска Арабија                                  | Бразил              | 1 : 0  | 1 : 0                          | Амерички суперкласико 2019.               | [ 63 ] |
| 70.  | 138    | 18. новембар 2019.  | Стадион Бломфилд, Тел Авив, Израел                                   | Уругвај             | 2 : 2  | 2 : 2                          | Пријатељска                               | [ 64 ] |
| 71.  | 139    | 8. октобар 2020.    | Ла Бомбоњера, Буенос Ајрес, Аргентина                                | Еквадор             | 1 : 0  | 1 : 0                          | Квалификације за Свјетско првенство 2022. | [ 65 ] |
| 72.  | 143    | 3. јун 2021.        | Стадион Унико, Сантијаго дел Естеро, Аргентина                       | Чиле                | 1 : 0  | 1 : 1                          | Квалификације за Свјетско првенство 2022. | [ 66 ] |
| 73.  | 145    | 14. јун 2021.       | Олимпијски стадион Нилтон Сантос, Рио де Жанеиро, Бразил             | Чиле                | 1 : 0  | 1 : 1                          | Копа Америка 2021.                        | [ 67 ] |
| 74.  | 148    | 28. јун 2021.       | Арена Пантанал, Кујаба, Бразил                                       | Боливија            | 2 : 0  | 4 : 1                          | Копа Америка 2021.                        | [ 68 ] |
| 75.  | 148    | 28. јун 2021.       | Арена Пантанал, Кујаба, Бразил                                       | Боливија            | 3 : 0  | 4 : 1                          | Копа Америка 2021.                        | [ 68 ] |
| 76.  | 149    | 3. јул 2021.        | Олимпијски стадион Педро Лудовико, Гојанија, Бразил                  | Еквадор             | 3 : 0  | 3 : 0                          | Копа Америка 2021.                        | [ 69 ] |
| 77.  | 153    | 9. септембар 2021.  | Стадион Монументал Антонио Веспучио Либерти, Буенос Ајрес, Аргентина | Боливија            | 1 : 0  | 3 : 0                          | Квалификације за Свјетско првенство 2022. | [ 70 ] |
| 78.  | 153    | 9. септембар 2021.  | Стадион Монументал Антонио Веспучио Либерти, Буенос Ајрес, Аргентина | Боливија            | 2 : 0  | 3 : 0                          | Квалификације за Свјетско првенство 2022. | [ 70 ] |
| 79.  | 153    | 9. септембар 2021.  | Стадион Монументал Антонио Веспучио Либерти, Буенос Ајрес, Аргентина | Боливија            | 3 : 0  | 3 : 0                          | Квалификације за Свјетско првенство 2022. | [ 70 ] |
| 80.  | 155    | 10. октобар 2021.   | Стадион Монументал Антонио Веспучио Либерти, Буенос Ајрес, Аргентина | Уругвај             | 1 : 0  | 3 : 0                          | Квалификације за Свјетско првенство 2022. | [ 71 ] |
| 81.  | 159    | 25. март 2022.      | Ла Бомбоњера, Буенос Ајрес, Аргентина                                | Венецуела           | 3 : 0  | 3 : 0                          | Квалификације за Свјетско првенство 2022. | [ 72 ] |
| 82.  | 162    | 5. јун 2022.        | Стадион Ел Садар, Памплона, Шпанија                                  | Естонија            | 1 : 0  | 5 : 0                          | Пријатељска                               | [ 8 ]  |
| 83.  | 162    | 5. јун 2022.        | Стадион Ел Садар, Памплона, Шпанија                                  | Естонија            | 2 : 0  | 5 : 0                          | Пријатељска                               | [ 8 ]  |
| 84.  | 162    | 5. јун 2022.        | Стадион Ел Садар, Памплона, Шпанија                                  | Естонија            | 3 : 0  | 5 : 0                          | Пријатељска                               | [ 8 ]  |
| 85.  | 162    | 5. јун 2022.        | Стадион Ел Садар, Памплона, Шпанија                                  | Естонија            | 4 : 0  | 5 : 0                          | Пријатељска                               | [ 8 ]  |
| 86.  | 162    | 5. јун 2022.        | Стадион Ел Садар, Памплона, Шпанија                                  | Естонија            | 5 : 0  | 5 : 0                          | Пријатељска                               | [ 8 ]  |
| 87.  | 163    | 23. септембар 2022. | Стадион Хард рок, Мајами Гарденс, Флорида, САД                       | Хондурас            | 2 : 0  | 3 : 0                          | Пријатељска                               | [ 73 ] |
| 88.  | 163    | 23. септембар 2022. | Стадион Хард рок, Мајами Гарденс, Флорида, САД                       | Хондурас            | 3 : 0  | 3 : 0                          | Пријатељска                               | [ 73 ] |
| 89.  | 164    | 27. септембар 2022. | Стадион Ред бул арена, Харисон, Њу Џерзи, САД                        | Јамајка             | 2 : 0  | 3 : 0                          | Пријатељска                               | [ 74 ] |
| 90.  | 164    | 27. септембар 2022. | Стадион Ред бул арена, Харисон, Њу Џерзи, САД                        | Јамајка             | 3 : 0  | 3 : 0                          | Пријатељска                               | [ 74 ] |
| 91.  | 165    | 16. новембар 2022.  | Стадион Мохамед бин Зајед, Абу Даби, УАЕ                             | УАЕ                 | 4 : 0  | 5 : 0                          | Пријатељска                               | [ 75 ] |
| 92.  | 166    | 22. новембар 2022.  | Стадион Лусаил Ајконик, Лусаил, Катар                                | С. Арабија          | 1 : 0  | 1 : 2                          | Свјетско првенство 2022.                  | [ 76 ] |
| 93.  | 167    | 26. новембар 2022.  | Стадион Лусаил Ајконик, Лусаил, Катар                                | Мексико             | 1 : 0  | 2 : 0                          | Свјетско првенство 2022.                  | [ 77 ] |
| 94.  | 169    | 3. децембар 2022.   | Стадион Ахмед ибн Али, Рајан, Катар                                  | Аустралија          | 1 : 0  | 2 : 1                          | Свјетско првенство 2022.                  | [ 78 ] |
| 95.  | 170    | 9. децембар 2022.   | Стадион Лусаил Ајконик, Лусаил, Катар                                | Холандија           | 2 : 0  | 2 : 2 (п. с. н.) (4 : 3, пен.) | Свјетско првенство 2022.                  | [ 79 ] |
| 96.  | 171    | 13. децембар 2022.  | Стадион Лусаил Ајконик, Лусаил, Катар                                | Хрватска            | 1 : 0  | 3 : 0                          | Свјетско првенство 2022.                  | [ 80 ] |
| 97.  | 172    | 18. децембар 2022.  | Стадион Лусаил Ајконик, Лусаил, Катар                                | Француска           | 1 : 0  | 3 : 3 (п. с. н.) (4 : 2, пен.) | Свјетско првенство 2022.                  | [ 81 ] |
| 98.  | 172    | 18. децембар 2022.  | Стадион Лусаил Ајконик, Лусаил, Катар                                | Француска           | 3 : 2  | 3 : 3 (п. с. н.) (4 : 2, пен.) | Свјетско првенство 2022.                  | [ 81 ] |
| 99.  | 173    | 23. март 2023.      | Стадион Монументал Антонио Веспучио Либерти, Буенос Ајрес, Аргентина | Панама              | 2 : 0  | 2 : 0                          | Пријатељска                               | [ 82 ] |
| 100. | 174    | 28. март 2023.      | Стадион Унико мадре де сијудадес, Сантијаго дел Естеро, Аргентина    | Курасао             | 1 : 0  | 7 : 0                          | Пријатељска                               | [ 83 ] |
| 101. | 174    | 28. март 2023.      | Стадион Унико мадре де сијудадес, Сантијаго дел Естеро, Аргентина    | Курасао             | 3 : 0  | 7 : 0                          | Пријатељска                               | [ 83 ] |
| 102. | 174    | 28. март 2023.      | Стадион Унико мадре де сијудадес, Сантијаго дел Естеро, Аргентина    | Курасао             | 5 : 0  | 7 : 0                          | Пријатељска                               | [ 83 ] |
| 103  | 175    | 15. јун 2023.       | Раднички стадион, Пекинг, Кина                                       | Аустралија          | 1 : 0  | 2 : 0                          | Пријатељска                               | [ 84 ] |

## Хет-трикови
| Бр. | Противник  | Голови                                       | Резултат | Стадион                                                              | Такмичење                                 | Датум              | Реф.   |
| --- | ---------- | -------------------------------------------- | -------- | -------------------------------------------------------------------- | ----------------------------------------- | ------------------ | ------ |
| 1.  | Швајцарска | 3 – (1 : 0', 2 : 1', 3 : 1')                 | 3 : 1    | Стадион Швајцарска Ванкдорф, Берн, Швајцарска                        | Пријатељска                               | 29. фебруар 2012.  | [ 32 ] |
| 2.  | Бразил     | 3 – (1 : 1', 2 : 1', 4 : 3')                 | 4 : 3    | Стадион Метлајф, Ист Радерфорд, САД                                  | Пријатељска                               | 9. јун 2012.       | [ 34 ] |
| 3.  | Гватемала  | 3 – (1 : 0', 3 : 0', 4 : 0')                 | 4 : 0    | Стадион Доротео Матео Флорес, Гватемала Сити, Гватемала              | Пријатељска                               | 14. јун 2013.      | [ 40 ] |
| 4.  | Панама     | 3 – (2 : 0', 3 : 0', 4 : 0')                 | 5 : 0    | Стадион солдер филдс, Чикаго, САД                                    | Копа Америка сентенарио                   | 10. јун 2016.      | [ 52 ] |
| 5.  | Еквадор    | 3 – (1 : 1', 2 : 1', 3 : 1')                 | 3 : 1    | Олимпико Атахуалпа, Кито, Еквадор                                    | Квалификације за Свјетско првенство 2018. | 10. октобар 2017.  | [ 58 ] |
| 6.  | Хаити      | 3 – (1 : 0', 2 : 0', 3 : 0')                 | 4 : 0    | Ла Бомбоњера, Буенос Ајрес, Аргентина                                | Пријатељска                               | 29. мај 2018.      | [ 59 ] |
| 7.  | Боливија   | 3 – (1 : 0', 2 : 0', 3 : 0')                 | 3 : 0    | Стадион Монументал Антонио Веспучио Либерти, Буенос Ајрес, Аргентина | Квалификације за Свјетско првенство 2022. | 9. септембар 2021. | [ 85 ] |
| 8.  | Естонија   | 5 – (1 : 0', 2 : 0', 3 : 0', 4 : 0', 5 : 0') | 5 : 0    | Стадион Ел Садар, Памплона, Шпанија                                  | Пријатељска                               | 5. јун 2022.       | [ 8 ]  |
| 9.  | Курасао    | 3 – (1 : 0', 3 : 0', 5 : 0')                 | 7 : 0    | Стадион Унико мадре де сијудадес, Сантијаго дел Естеро, Аргентина    | Пријатељска                               | 28. март 2023.     | [ 83 ] |

## Статистика
Ажурирано након утакмице игране 29. марта 2023.
| Година | Такмичарка | Такмичарка | Пријатељска | Пријатељска | Укупно  | Укупно |
| Година | Наступи    | Голови     | Наступи     | Голови      | Наступи | Голови |
| ------ | ---------- | ---------- | ----------- | ----------- | ------- | ------ |
| 2005.  | 3          | 0          | 2           | 0           | 5       | 0      |
| 2006.  | 3          | 1          | 4           | 1           | 7       | 2      |
| 2007.  | 10         | 4          | 4           | 2           | 14      | 6      |
| 2008.  | 6          | 1          | 2           | 1           | 8       | 2      |
| 2009.  | 8          | 1          | 2           | 2           | 10      | 3      |
| 2010.  | 5          | 0          | 5           | 2           | 10      | 2      |
| 2011.  | 8          | 2          | 5           | 2           | 13      | 4      |
| 2012.  | 5          | 5          | 4           | 7           | 9       | 12     |
| 2013.  | 5          | 3          | 2           | 3           | 7       | 6      |
| 2014.  | 7          | 4          | 7           | 4           | 14      | 8      |
| 2015.  | 6          | 1          | 2           | 3           | 8       | 4      |
| 2016.  | 10         | 8          | 1           | 0           | 11      | 8      |
| 2017.  | 5          | 4          | 2           | 0           | 7       | 4      |
| 2018.  | 4          | 1          | 1           | 3           | 5       | 4      |
| 2019.  | 6          | 1          | 4           | 4           | 10      | 5      |
| 2020.  | 4          | 1          | 0           | 0           | 4       | 1      |
| 2021.  | 16         | 9          | 0           | 0           | 16      | 9      |
| 2022.  | 10         | 8          | 4           | 10          | 14      | 18     |
| 2023.  | 0          | 0          | 3           | 5           | 3       | 5      |
| Укупно | 121        | 54         | 54          | 49          | 175     | 103    |

| Такмичење                           | Наступи | Голови |
| ----------------------------------- | ------- | ------ |
| Пријатељске утакмице                | 54      | 49     |
| Копа Америка                        | 34      | 13     |
| Квалификације за Свјетско првенство | 60      | 28     |
| Свјетско првенство                  | 26      | 13     |
| Куп шампиона КОНМЕБОЛ—УЕФА          | 1       | 0      |
| Укупно                              | 174     | 102    |

| Конфедерација | Репрезентације | Голови |
| ------------- | -------------- | ------ |
| КОНМЕБОЛ      | 9              | 44     |
| УЕФА          | 12             | 23     |
| КОНКАКАФ      | 9              | 24     |
| АФК           | 6              | 7      |
| КАФ           | 2              | 5      |
| ОФК           | 0              | 0      |
| Укупно        | 37             | 102    |

| Противник           | Голови |
| ------------------- | ------ |
| Боливија            | 8      |
| Еквадор             | 6      |
| Уругвај             | 6      |
| Бразил              | 5      |
| Чиле                | 5      |
| Естонија            | 5      |
| Парагвај            | 5      |
| Венецуела           | 5      |
| Мексико             | 4      |
| Панама              | 4      |
| Колумбија           | 3      |
| Хрватска            | 3      |
| Курасао             | 3      |
| Француска           | 3      |
| Гватемала           | 3      |
| Хаити               | 3      |
| Нигерија            | 3      |
| Швајцарска          | 3      |
| Алжир               | 2      |
| Хонгконг            | 2      |
| Хондурас            | 2      |
| Јамајка             | 2      |
| Никарагва           | 2      |
| Шпанија             | 2      |
| Аустралија          | 2      |
| Албанија            | 1      |
| Босна и Херцеговина | 1      |
| Њемачка             | 1      |
| Иран                | 1      |
| Холандија           | 1      |
| Перу                | 1      |
| Португалија         | 1      |
| Саудијска Арабија   | 1      |
| Србија и Црна Гора  | 1      |
| Словенија           | 1      |
| УАЕ                 | 1      |
| Сједињене Државе    | 1      |
| Укупно              | 102    |